# آکانه فوجیتا
آکانه فوجیتا (انگلیسی: Akane Fujita؛ زادهٔ ۲۶ ژانویهٔ ۱۹۹۳) صداپیشه اهل ژاپن است. وی از سال ۲۰۱۳ میلادی تاکنون مشغول فعالیت بوده‌است.